# Comté de Diamantina
Le comté de Diamantina est une zone d'administration locale dans le sud-ouest du Queensland en Australie.
Le comté comprend les villes de Bedourie, Betoota et Birdsville. C'est dans cette dernière ville que se tiennent tous les ans au mois de septembre les courses de chevaux, les « Birdsville races », courses dont les bénéfices vont aux « Royal Flying Doctor Service ».
Les parcs Simpson Desert National Park, Diamantina Lakes National Park et Astrebla National Park sont situés pour tout ou partie dans le comté.